# Добро пожаловать, мистер Маршалл
Добро пожаловать, мистер Маршалл (исп. ¡Bienvenido, Mister Marshall) — испанская кинокомедия 1953 года, поставленная режиссёром Луисом Гарсия Берланга. Этот фильм считается одним из шедевров испанского кинематографа.
Фильм-участник Каннского фестиваля 1953 года.

## Сюжет
В фильме рассказывается история города Вильяр дель Рио. В город приезжает делегат (депутат) из центра и сообщает мэру, что город должен готовиться к приезду "американцев" (американских дипломатов). Мэр начинает подготавливать для них приём, ради того, чтобы поразить своих гостей и получить помощь по реализации Плана Маршалла.

## В ролях
| Актёр          | Роль               |
| -------------- | ------------------ |
| Фернандо Рей   | Рассказчик (голос) |
| Хосе Исберт    | Дон Пабло          |
| Лолита Севилья | Кармен Варгас      |
| Альберто Ромеа | Дон Луис           |
| Маноло Моран   | Маноло             |